# Borneo del Nord ai Giochi olimpici
Il Borneo del Nord ha partecipato per la prima volta ai Giochi olimpici nel 1956. Benché la nazione fosse ancora esistente, non partecipò alle Olimpiadi del 1960.
Dal 1963, dopo essere stato una colonia britannica, gareggiò nella squadra malese.

## Medaglieri

### Medaglie alle Olimpiadi estive
| Giochi         | Oro                | Argento            | Bronzo             | Totale             |
| -------------- | ------------------ | ------------------ | ------------------ | ------------------ |
| 1956 Melbourne | 0                  | 0                  | 0                  | 0                  |
| 1960 Roma      | non ha partecipato | non ha partecipato | non ha partecipato | non ha partecipato |
| Totale         | 0                  | 0                  | 0                  | 0                  |